# DMX
Earl Simmons (18. prosince 1970, Mount Vernon, New York – 9. dubna 2021 White Plains), známější jako DMX, byl americký rapper, herec a zakladatel hudebního labelu Bloodline Records. Hudba DMX se těší vysoké popularitě, o čemž svědčí vysoké prodeje jeho alb (74 milionů). Jeho nejprodávanější album je ...And Then There Was X (1999), nejúspěšnější písní byl singl „Party Up (Up in Here)“ z onoho alba. Komerčně úspěšný byl také singl „X Gon' Give It to Ya“ ze soundtracku filmu Od kolébky do hrobu, který se následně objevil v celé řadě dalších filmů či seriálů (např. ve filmech Deadpool a Deadpool 2).

## Biografie a kariéra

### Dětství
Narodil se ve městě Mount Vernon, ve státu New York v roce 1970. Brzy se s rodinou přestěhoval do čtvrtého největšího města státu New York – Yonkers. Jako dítě často trpěl na astma, kdy byl několikrát odvezen na pohotovost kvůli problémům s dýcháním. Byl vychováván ve víře Svědků Jehovových, kterou začal poprvé zpochybňovat v momentu, kdy kvůli této víře jeho matka odmítla nabídnuté finanční vyrovnání za to, že opilý řidič srazil Earla a způsobil mu drobné zranění.
Během dětství zažil fyzické násilí, když ho jeho matka a její různí partneři bili do takové míry, že přišel o několik zubů a měl podlitiny. Kvůli špatnému rodinnému zázemí se mu nedařilo ani ve škole. V páté třídě byl ze školy vyloučen a na 18 měsíců byl umístěn do dětského a výchovného domova Julia Dyckman Andrus Children's Home. Ve čtrnácti letech stále častěji pobýval na ulici, raději než aby byl vystaven násilí své matky. Při toulkách po městě se začal starat o toulavé psy. Aby na ulici přežil, obstarával si obživu krádežemi a dalšími drobnými zločiny. Kvůli tomu měl řadu oplétaček s policií. Matka ho následně znovu umístila do dětského a výchovného domova. Právě zde začala jeho cesta k hudební kariéře. V dětském domově se spřátelil s dalšími chlapci, kteří měli rádi hip hop a společně se mu věnovali. DMX začínal jako beatboxer, v čemž ho podpořil i jeho tehdejší učitel. Když se vrátil domů, potkal v roce 1984 lokálního rappera Ready Rona, kterému začal skládat hudbu. Tu tvořil na bicím automatu značky Oberheim DMX. Později, když začal s rapováním, si zvolil pseudonym právě podle tohoto přístroje, ačkoliv později ho interpretoval jako zkratku pro Dark Man X. Kolem té doby se poprvé dostal do vězení za krádež psa. Ve vězení se rozhodl začít také psát vlastní texty a rapovat. Vážně se rapu ale oddal až po svém dalším uvěznění v roce 1988, když vykonával trest za krádež vozidla. Pomohlo mu, že jeho spoluvězněm byl rapper K-Solo.

### Hudební počátky (1991–1997)
Po svém propuštění v roce 1988 začal nahrávat vlastní písně a prodávat své mixtapy na ulici, čímž si vytvářel lokální fanoušky. Roku 1991 o něm napsal časopis The Source jako o vycházející hvězdě. O rok později i díky tomuto článku získal smlouvu u společnosti Columbia Records, která ho upsala na svůj podlabel Ruffhouse. Jeho prvním singlem byla píseň „Born Loser“, která se ovšem neuchytila. U Columbia Records proto odsunuli DMXe na druhou kolej a neměli nic proti následnému rozvázání smlouvy. V roce 1994 bez podpory silné nahrávací společnosti vydal druhý singl „Make a Move“. O další tři roky později dostal příležitosti hostovat na albech rapperů LL Cool Jaye, Mase a skupiny The LOX, čímž se proslavil a získal smlouvu u Def Jam Recordings.

### Def Jam éra (1998–2005)
V roce 1998 vydal svůj první singl u Def Jamu nazvaný „Get At Me Dog“ (ft. Sheek Louch) (39. příčka v žebříčku Billboard Hot 100), který se stal zlatým. V květnu 1998 vyšlo jeho debutové album It's Dark and Hell is Hot, které debutovalo na prvním místě žebříčku Billboard 200 a stalo se v USA 4x platinovým, celosvětově se ho prodalo přes pět milionů kusů. Album mimo úvodního singlu obsahovalo vcelku úspěšné písně „How's It Goin' Down“ (70. příčka), „Stop Being Greedy“ (79. příčka) a „Ruff Ryders' Anthem“ (93. příčka).
Díky úspěchu alba byl připraven ještě téhož roku vydat nové. Toho se fanoušci dočkali v prosinci 1998, album Flesh of My Flesh, Blood of My Blood. Album však postrádalo nosný singl. Bez většího zájmu mainstreamových rádií, probublával žánrovými rádii jen singl „Slippin'“. Přesto album debutovalo na prvním místě žebříčku Billboard 200 a celosvětově se ho prodalo okolo čtyř milionů kusů.
O rok později v prosinci 1999 vydal své neúspěšnější album ...And Then There Was X, albem znovu dosáhl na první místo žebříčku Billboard 200. A prodalo se ho přes pět milionů jen v USA. Zásluhu na tom nesl jeho nejúspěšnější singl „Party Up (Up in Here)“, který dosáhl na 27. místo žebříčku Billboard Hot 100. Další úspěšnou písní byla „What These Bitches Want“ (ft. Sisqó) (49. příčka).
Od počátku nového tisíciletí ho provázeli kriminální problémy. Po negativních zprávách v tisku vydal v roce 2001 album The Great Depression, které znovu debutovalo na prvním místě žebříčku Billboard 200. V USA se album stalo 3x platinové a pochází z něj vcelku úspěšný singl „Who We Be“ (60. příčka) a také píseň „I Miss You “(ft. Faith Evans) (86. příčka). V roce 2003 vyšel soundtrack k filmu Od kolébky do hrobu, ve kterém také hrál. Ze soundtracku pochází jeho velmi úspěšný singl „X Gon' Give It to Ya“ (60. příčka, platinová certifikace). Téhož roku se vrátil také se sólo albem Grand Champ. To debutovalo již po páté v řadě na prvním místě žebříčku Billboard 200, čímž se tehdy stal nejúspěšnějším hudebním umělcem v tomto směru. Alba se prodalo přes dva miliony kusů jen v USA a obsahovalo úspěšný singl „Where the Hood At?“ (68. příčka). Po tomto albu se odmlčel na tři roky. Tímto albem mu také skončila smlouva u Def Jamu.

### Year of the Dog… Again (2006)
Roku 2006 se vrátil albem Year of the Dog… Again, vydaném u Columbia Records, které debutovalo na druhém místě Billboard 200, ale alba se neprodalo ani 500 000 kusů i proto, že singly propadly. Poté se odmlčel na další čtyři roky, které provázely i pobyty ve vězení.
Společnost Def Jam vydala v roce 2008 výběr z jeho hitů s názvem The Definition of X: The Pick of the Litter. V roce 2011 následoval výběr The Best of DMX.

### Undisputed (2009–2012)
Od roku 2009 chystal dvě alba Walk with Me Now a gospelové You'll Fly with Me Later, avšak ani jedno nevyšlo.
V květnu 2012 nezávisle vydal EP The Weigh In. V září 2012 vyšlo jeho dlouho očekávané sedmé album. Jednalo se o jeho první album u nezávislého labelu. Nese název Undisputed a umístilo se na 19. příčce US žebříčku s 17 000 prodanými kusy v první týden prodeje v USA. Žádný singl z alba v hitparádách nezabodoval.

### Finanční bankrot, Redemption of the Beast a krátký návrat k Def Jamu (2013–2021)
V červenci 2013 byl soudem donucen vyhlásit řízený bankrot, když jeho dluhy dosáhly výše mezi jedním a deseti miliony amerických dolarů. DMX měl dle soudu dlužit přes milion dolarů jen na výživném, a také 21 tisíc dolarů na leasingu na automobil. Jeho hlavním příjmem měl být 50% podíl na majetku v Mount Kisco, N.Y.
V téže době nahrával své další album, které ale nedokončil. Label Seven Arts Music se nahrávky přesto rohodl vydat, ačkoliv DMX byl proti. V lednu 2015 tak vyšlo neautorizované album Redemption of the Beast. Nebyl vydán žádný singl a kromě kontroverze nebylo album ani nijak promováno a tak se neumístilo v žádných komerčních žebříčcích.
V roce 2019 podepsal novou smlouvu s Def Jam Recordings, kde se chystal nahrát nové album. K vydání ovšem do jeho smrti v roce 2021 nedošlo. V den jeho smrti, 9. dubna 2021, vydal Def Jam EP A Dog's Prayers složené z jeho modliteb, které připojoval na svá dřívější alba. V prvních dvou dnech od jeho smrti se poslechovost jeho hudby na stremovacích službách zvedla desetkrát na 75 milionů streamů. Největší nárůst zaznamenal singl „Ruff Ryders Anthem“ (navýšení o 973 %), dále „Party Up (In Here)“ (nárůst o 940 %) a „X Gon’ Give It To Ya“ (nárůst o 900 %). Následně se jeho výběrové album The Best of DMX vyhouplo na 2. příčku žebříčku Billboard 200 (s týdenním prodejem cca 77 000 ks po započítání streamů). Současně jeho biografie E.A.R.L.: The Autobiography of DMX vydaná v roce 2003 se dostala mezi Top 50 nejprodávanějších biografií na Amazonu.
Na konci května 2021 vydavatelství Def Jam vydalo jeho osmé studiové album s názvem Exodus, na kterém DMX před svou smrtí pracoval s producentem Swizzem Beatzem. Album debutovalo na 8. příčce žebříčku Billboard 200 s 32 000 prodanými kusy (po započítání streamů).

## Herecká kariéra
Debutoval snímkem Belly (1998), v kterém hrál po boku rapperů Nase a Method Mana. Ve filmu hrál postavu gangstera, který zbohatl díky prodeji drog a loupežím. Poté se přesune z ghetta na luxusní Manhattan, kde se ovšem hraje vyšší liga. Roku 2000 hrál vedlejší roli v akčním filmu Romeo musí zemřít, po boku Jet Liho. V roce 2001 poté hrál se Steven Seagalem ve filmu Lovec policajtů, konkrétně obchodníka s drogami. Rok 2003 mu přinesl jednu z hlavních rolí ve snímku Od kolébky do hrobu, kde se setkal znovu s Jet Lim. Ve filmu si zahrál vůdce profesionálního týmu zlodějů. O rok později získal roli v potemnělém thrilleru Neumírej sám, kde si zahrál drogového krále. V roce 2008 si zahrál v akčních filmech Last Hour a Death Toll. později hrál i v dalších filmech.
V roce 2006 byla odvysílána jedna série jeho reality show DMX: Soul of a Man.

## Osobní život

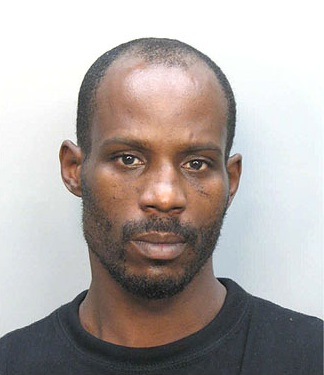
Policejní fotka DMX z roku 2008

DMX se identifikoval jako křesťan, který podle svých slov četl Bibli každý den. Při svém pobytu ve vězení v roce 2009 si uvědomil, že chce na světě šířit učení Ježíše Krista. Po svém propuštění se stal jáhnem a aspiroval na vysvěcení na pastora. Nechtěl přitom být knězem, jelikož křesťanství chápal spíše jako spiritualitu, než jako institucionalizované náboženství.
V roce 1999 se oženil s Tasherou Simmons, s kterou měl čtyři děti. V roce 2010 se pár rozešel. V roce 2012 spolu účinkovali v TV pořadu Couples Therapy, kde rozebírali svůj vztah. Tashera Simmons uvedla, že když se ohlédla zpět na své jedenáctileté manželství s DMXem, uvědomila si, že přehlížela, jak ji DMX lhal a že ve vztahu zažívala systematické verbální zneužívání. Nakonec se v roce 2012 rozvedli. Mimo manželství měl DMX dalších jedenáct dětí. Většina jeho dětí pochází z mimomanželských vztahů během doby jeho manželství s Tasherou. DMX také dlouhodobě selhával v placení výživného. Některé partnerky ho i zažalovaly. Během líčení byly nařízeny testy DNA, které potvrdily jeho biologické otcovství. Dluhy za výživné a soudní výlohy se vyšplhaly do jednotek milionů dolarů, což se DMX také neúspěšně pokoušel začlenit v roce 2013 do své žádosti o vyhlášení osobního bankrotu. Poslední, patnácté dítě, mu porodila jeho přítelkyně Desiree Lindstrom v roce 2016. Ačkoliv pár zažil i rozchod, v roce 2019 se zasnoubili.

### Problémy se zákonem
Roku 1999 byl opakovaně obviněn z napadení, ale soud ho shledal nevinným. V březnu téhož roku ho chytili, jak řídí bez řidičského průkazu a pod vlivem marihuany. Za to strávil patnáct dní ve vězení a zaplatil pokutu 400 USD. Roku 2000 strávil dalších patnáct dní ve vězení za držení marihuany. To samé se opakovalo v roce 2001 navíc s napadením policie, DMX byl poslán na protidrogovou kliniku.
V roce 2004 byl na letišti zadržen za nelegální držení drog a zbraně, s podezřením na řízení pod vlivem omamných látek. Byl propuštěn na podmínku, kterou porušil v roce 2005, za což byl odsouzen k sedmdesáti dnům ve vězení. Po 2/3 trestu byl propuštěn pro dobré chování.
V prosinci 2008 byl shledán vinným z držení drog, krádeže a týrání zvířat, za což byl poslán na tři měsíce do vězení.
V březnu 2010 byl shledán vinným z napadení, pro několikanásobné porušení podmínky byl poslán na šest měsíců do vězení v Arizoně, po čtyřech byl však v červenci propuštěn. Avšak již 26. července byl poslán na dalších 90 dnů do vězení za porušení podmínky z roku 2002. V listopadu 2010 byl znovu zadržen za výtržnosti a pokus o podvod, čímž opětovně porušil podmínku, tím byl poslán do vězení na jeden rok. V prosinci 2010 byl přesunut na psychiatrické oddělení věznice v Arizoně poté, co u něj byla diagnostikována možná rozdvojená osobnost.
Po sedmi měsících ve vězení byl propuštěn v červenci 2011. Ke konci srpna 2011 byl znovu zadržen arizonskou policií, tentokrát za překročení rychlosti, jde o jeho desáté zatčení v Arizoně. Po propuštění oznámil, že se chystá zažalovat arizonskou policii za obtěžování.
V červenci 2013 byl zadržen za podezření z řízení pod vlivem omamných látek. Jeho právní zástupce toto podezření vyvrátil a řekl, že DMX pouze řídil bez zapnutého bezpečnostního pásu. K zadržení došlo v Jižní Karolíně.
V červnu 2015 byl zatknut a v červenci odsouzen k půl roku odnětí svobody za neplacení výživného a alimentů, dluh činil 400 000 dolarů. Propuštěn byl na konci září 2015.
V červenci 2017 stanul před soudem, kde byl obviněn z 14 daňových podvodů v hodnotě 1,7 milionu dolarů, obvinění z neplacení daní sahá až do roku 2000. Pokud by byl shledán vinným ze všech 14 podvodů, byl by odsouzen k 44 rokům odnětí svobody. DMX se přiznal k jednomu ze 14 obvinění. V březnu 2018 byl poslán na rok do vězení. V lednu 2019 byl propuštěn na tříletou podmínku. Současně musí zaplatit výlohy ve výši 2,29 milionu dolarů.

### Zdravotní problémy
DMX celý život bojoval se závislostí na cracku, kterou si vypěstoval ve 14 letech, když si drogu přimíchával do marihuanové cigarety. Také tvrdil, že trpí bipolární poruchou.
V únoru 2016 byl nalezen v bezvědomí na parkovišti v Yonkers. Během resuscitace mu byl podán Naloxon, který se používá při předávkování opioidy. Důvodem bylo, že jeden z přítomných svědků tvrdil, že DMX pravděpodobně požil drogy. Policie ovšem žádnou nelegální látku nenašla. Oficiální zpráva od DMXových blízkých zněla, že příčinou bezvědomí byl astmatický záchvat.
V letech 2017, 2019 a 2020 se opakovaně dobrovolně vracel do protidrogové léčebny.
Dne 2. dubna 2021 večer se DMX předávkoval ve svém domě, což vedlo k infarktu. Měl být až 30 minut bez přívodu kyslíku do mozku, což způsobilo vážné poškození. Byl převezen do nemocnice, kde byl v umělém spánku ve vegetativním stavu na jednotce intenzivní péče. O týden později, dne 9. dubna 2021 ve věku 50 let zemřel v nemocnici po srdeční zástavě.

## Diskografie

### Sólová alba
| Rok  | Album                                                                                              | Nejvyšší umístění v hitparádě | Nejvyšší umístění v hitparádě | Nejvyšší umístění v hitparádě | Nejvyšší umístění v hitparádě | Nejvyšší umístění v hitparádě | Ocenění                                   |
| Rok  | Album                                                                                              | US 200                        | US Hip-Hop                    | US Rap                        | UK                            | CAN                           | Ocenění                                   |
| ---- | -------------------------------------------------------------------------------------------------- | ----------------------------- | ----------------------------- | ----------------------------- | ----------------------------- | ----------------------------- | ----------------------------------------- |
| 1998 | It's Dark and Hell is Hot - Vydáno: 19. května 1998 - Vydavatel: Ruff Ryders, Def Jam              | 1                             | 1                             | —                             | 89                            | 15                            | US: 4x platinové CAN: platinové           |
| 1998 | Flesh of My Flesh, Blood of My Blood - Vydáno: 22. prosince 1998 - Vydavatel: Ruff Ryders, Def Jam | 1                             | 1                             | —                             | 119                           | 28                            | US: 3x platinové CAN: zlaté               |
| 1999 | ...And Then There Was X - Vydáno: 21. prosince 1999 - Vydavatel: Ruff Ryders, Def Jam              | 1                             | 1                             | —                             | 108                           | 6                             | US: 5x platinové CAN: platinové           |
| 2001 | The Great Depression - Vydáno: 23. října 2001 - Vydavatel: Ruff Ryders, Def Jam                    | 1                             | 1                             | —                             | 20                            | 1                             | US: platinové CAN: platinové UK: stříbrné |
| 2003 | The Grand Champ - Vydáno: 16. září 2003 - Vydavatel: Ruff Ryders, Def Jam                          | 1                             | 1                             | —                             | 6                             | 2                             | US: platinové CAN: platinové              |
| 2006 | Year of the Dog... Again - Vydáno: 1. října 2006 - Vydavatel: Ruff Ryders, Columbia                | 2                             | 1                             | 1                             | 22                            | 4                             | US: /                                     |
| 2012 | Undisputed - Vydáno: 11. září 2012 - Vydavatel: Seven Arts Music, Fontana                          | 19                            | 2                             | —                             | —                             | —                             | US: /                                     |
| 2021 | Exodus - Vydáno: 28. května 2021 - Vydavatel: Def Jam                                              | 8                             | 4                             | —                             | —                             | 26                            | US: /                                     |

### Kompilace
- 2007 – The Definition of X: The Pick of the Litter
- 2009 – Playlist Your Way
- 2010 – The Best of DMX

### Neautorizované album
- 2015 – Redemption of the Beast – dne 13. 1. 2015 vydalo Seven Arts Music bez souhlasu od DMX.

### Spolupráce s Ruff Ryders
- 1999 – Ryde Or Die Vol.1
- 2000 – Ryde Or Die Vol.2
- 2001 – Ryde Or Die Vol.3:In The 'R' We Trust
- 2005 – The Redemtion Vol.4
- 2006 – We In Here (kompilace)

### Úspěšné singly
- 1998 – „Get at Me Dog“ (ft. Sheek Louch)
- 1998 – „Stop Being Greedy“
- 1999 – „What's My Name?“
- 2000 – „Party Up (Up in Here)“
- 2001 – „We Right Here“
- 2001 – „Who We Be“
- 2003 – „X Gon' Give It to Ya“
- 2003 – „Where the Hood At?“
- 2006 – „Lord Give Me A Sign“

## Filmografie
- 1998 – Belly
- 2000 – Romeo Must Die / (Romeo musí zemřít)
- 2000 – Backstage
- 2001 – Exit Wounds / (Lovec policajtů)
- 2003 – Cradle 2 the Grave / (Od kolébky do hrobu)
- 2004 – Never Die Alone / (Neumírej sám)
- 2006 – DMX: Soul of a Man
- 2007 – Father of Lies
- 2008 – Last Hour
- 2008 – Death Toll
- 2008 – Jump Out Boys
- 2008 – Lockjaw: Rise of the Kulev Serpent / (Anakonda)
- 2009 – The Bleeding
- 2014 – Top Five / (Pět nejlepších)
- 2018 – Pimp
- 2019 – Beyond the Law
- 2020 – Fast and Fierce: Death Race